# 頑皮大師
《頑皮大師》（另有「凸槌阿新」、「碰丁先生傳」等其它中文譯名）為日本漫畫家植田正志於1980年發表的四格漫畫。

## 作品概要
最初由植田正志在雜誌《Manga Life》上連載，早期的內容題材以主角「振聽君」註1在賭麻將、賽馬時所作的惡作劇，或是一些較偏向成人取向的笑料為主。作品中除了主角振聽君外，並穿插多樣形形色色人物所演出的各項趣事。
《頑皮大師》除後續於1981年改編為劇院動畫上映外，也有以此作品為主題所製作的柏青哥機台。

## 作品獎項
- 1982年第28屆文藝春秋漫畫賞。[3]

## 動畫版

### 簡介
1981年4月由動畫室Knack Producation改編為劇院動畫上映，內容由7篇單元劇所組成，同時為Knack Producation首次發行的動畫作品。後續另有發行OVA版。

### 製作人員
- 導演：杉山卓
- 助理導演：岡追和之
- 演出：四辻、吉田浩
- 企劃：馬場和夫
- 製作人：西條剋麿
- 製作：西野聖市、深井知信
- 脚本：城山昇、伊東恒久、山崎晴哉、杉山卓
- 分鏡圖：久茂、原田益治、岡本良雄、高橋和十八
- 角色設計・總作畫指導：三輪孝輝
- 作畫指導：小林準治、高橋春夫、森下圭介
- 美術指導：佐藤信
- 色彩設計：矢野悦子、山之内直美
- 特殊效果：柴田睦子
- 撮影指導：菅谷信行
- 剪輯：辻井好子、吉田美惠子
- 音效：伊藤克己
- 整音：太田克己
- 音樂：
- 音樂監修：松下治夫
- 主題歌：中崎英也
- 配給：東寶
- 製作動畫室：Knack Producation

### 配音人員
- 振聽君：近田春夫（劇院版）/杉村太郎（OVA版）
- 課長：增岡弘（劇院版）/伊藤洋介（OVA版）
- 社長：大泉滉（劇院版）、（OVA版）

## 外部連結
- （日語）由P-Takeya製作的《頑皮大師》柏青哥機台 （页面存档备份，存于）